# Jean-Baptiste de Pinteville de Cernon
Pour les articles homonymes, voir Failly (homonymie).
Jean-Baptiste de Pinteville, baron de Cernon, seigneur de Vésigneul-sur-Coole (15 juillet 1756, Le Coudray-sur-Seine - 23 juillet 1837, Toul), est un général et homme politique français.

## Biographie
Il est le frère de François de Pinteville de Cernon et le beau-frère de Charles-Jacques-Désiré Robin de Coulogne.
Avocat général aux Eaux et Forêts de France à Paris jusqu'en 1787, il devient membre de l'administration provinciale de Champagne et président de la commission intermédiaire de Châlons.
Le 29 mars 1789,  il est élu député aux États généraux par la noblesse du bailliage de Châlons-sur-Marne.
Il siège parmi les modérés de la majorité, fait partie du comité des finances, et, propose à ce comité, le 9 avril 1790, un « plan de libération générale des finances » comprenant la liquidation de la dette, la création d'assignats jusqu'à concurrence de la dette publique, avec cours forcé et privilège pour l'acquisition des biens nationaux.
Secrétaire de l'Assemblée, à partir du 31 juillet 1790, il présente un tableau d'ensemble pour connaître les dépenses des départements par districts et cantons et un dictionnaire géographique de toutes les villes, cantons et bourgs, travail dont l'Assemblée ordonna l'impression (28 août 1791).
Élu maire de Châlons en 1791, il démissionne rapidement, l'année suivante, estimant ne pouvoir concilier ses affaires et ses fonctions.
Il épouse, en 1796, Anne Radix de Sainte-Foy, fille de Maximilien Radix de Sainte-Foix et de la duchesse de Mazarin.
Il se tient à l'écart de la politique après la session, et est appelé, le 6 germinal an X, par Bonaparte, à siéger au Tribunat. Il en sort en 1807 pour entrer à la Cour des comptes.
Membre de la Légion d'honneur du 25 prairial an XII, il est fait chevalier de l'Empire du 5 octobre 1808.

## Sources
- « Jean-Baptiste de Pinteville de Cernon », dans Adolphe Robert et Gaston Cougny, Dictionnaire des parlementaires français, Edgar Bourloton, 1889-1891 [détail de l’édition]